# Nemesrempehollós
Nemesrempehollós (Duits: Oberrampach-Mitterrampach) is een plaats (község) en gemeente in het Hongaarse comitaat Vas. Nemesrempehollós telt 299 inwoners (2001).